# Giro di Polonia 2021
Il Giro di Polonia 2021, settantottesima edizione della corsa, valido come ventitreesima prova dell'UCI World Tour 2021 categoria 2.UWT, si è svolto in sette tappe dal 9 al 15 agosto 2021 su un percorso di 1 139,5 km, con partenza da Lublino e arrivo a Cracovia, in Polonia. La vittoria è stata appannaggio del portoghese João Almeida, che ha completato il percorso in 26h15'56" precedendo lo sloveno Matej Mohorič ed il polacco Michał Kwiatkowski.
Al traguardo di Cracovia 140 ciclisti, dei 151 partiti da Lublino, hanno portato a termine la competizione.

## Tappe
| Tappa  | Data      | Percorso                                   | km     | Vincitore di tappa  | Leader cl. generale |
| ------ | --------- | ------------------------------------------ | ------ | ------------------- | ------------------- |
| 1ª     | 9 agosto  | Lublino > Chełm                            | 216    | Phil Bauhaus        | Phil Bauhaus        |
| 2ª     | 10 agosto | Zamość > Przemyśl                          | 201    | João Almeida        | João Almeida        |
| 3ª     | 11 agosto | Sanok > Rzeszów                            | 226    | Fernando Gaviria    | João Almeida        |
| 4ª     | 12 agosto | Tarnów > Bukowina Tatrzańska               | 160,5  | João Almeida        | João Almeida        |
| 5ª     | 13 agosto | Chochołów (Czarny Dunajec) > Bielsko-Biała | 173    | Nikias Arndt        | João Almeida        |
| 6ª     | 14 agosto | Katowice > Katowice (cron. individuale)    | 18     | Rémi Cavagna        | João Almeida        |
| 7ª     | 15 agosto | Zabrze > Cracovia                          | 145    | Julius van den Berg | João Almeida        |
| Totale | Totale    | Totale                                     | 1139,5 |                     |                     |

## Squadre e corridori partecipanti
| N.      | Cod. | Squadra                  |
| ------- | ---- | ------------------------ |
| 1-7     | DQT  | Deceuninck-Quick Step    |
| 11-17   | ACT  | AG2R Citroën Team        |
| 21-27   | APT  | Astana-Premier Tech      |
| 31-37   | TBV  | Bahrain Victorious       |
| 41-47   | BOH  | Bora-Hansgrohe           |
| 51-57   | COF  | Cofidis                  |
| 61-67   | EFN  | EF Education-Nippo       |
| 71-77   | GFC  | Groupama-FDJ             |
| 81-87   | IGD  | Ineos Grenadiers         |
| 91-97   | IWG  | Intermarché-Wanty-Gobert |
| 101-107 | ISN  | Israel Start-Up Nation   |

| N.      | Cod. | Squadra               |
| ------- | ---- | --------------------- |
| 111-117 | TJV  | Jumbo-Visma           |
| 121-127 | MOV  | Movistar Team         |
| 131-137 | BEX  | Team BikeExchange     |
| 141-147 | LTS  | Lotto Soudal          |
| 151-157 | DSM  | Team DSM              |
| 161-167 | TQA  | Team Qhubeka NextHash |
| 171-177 | TFS  | Trek-Segafredo        |
| 181-187 | UAD  | UAE Team Emirates     |
| 191-197 | AFC  | Alpecin-Fenix         |
| 201-207 | GAZ  | Gazprom-RusVelo       |
| 211-217 | POL  | Polonia               |

## Dettagli delle tappe

### 1ª tappa
- 9 agosto: Lublino > Chełm – 216 km

Risultati
| Pos. | Corridore       | Squadra    | Tempo    |
| ---- | --------------- | ---------- | -------- |
| 1    | Phil Bauhaus    | Bahrain    | 5h01'24" |
| 2    | Álvaro Hodeg    | Deceuninck | s.t.     |
| 3    | Hugo Hofstetter | Israel     | s.t.     |

| Pos. | Corridore        | Squadra    | Tempo    |
| ---- | ---------------- | ---------- | -------- |
| 1    | Phil Bauhaus     | Bahrain    | 5h01'14" |
| 2    | Álvaro Hodeg     | Deceuninck | a 4"     |
| 3    | Yevgeniy Fedorov | Astana     | s.t.     |

### 2ª tappa
- 10 agosto: Zamość > Przemyśl – 201 km

Risultati
| Pos. | Corridore     | Squadra    | Tempo    |
| ---- | ------------- | ---------- | -------- |
| 1    | João Almeida  | Deceuninck | 4h41'33" |
| 2    | Diego Ulissi  | UAE        | s.t.     |
| 3    | Matej Mohorič | Bahrain    | s.t.     |

| Pos. | Corridore     | Squadra    | Tempo    |
| ---- | ------------- | ---------- | -------- |
| 1    | João Almeida  | Deceuninck | 9h42'47" |
| 2    | Matej Mohorič | Bahrain    | a 4"     |
| 3    | Diego Ulissi  | UAE        | s.t.     |

### 3ª tappa
- 11 agosto: Sanok > Rzeszów – 226 km

Risultati
| Pos. | Corridore        | Squadra | Tempo    |
| ---- | ---------------- | ------- | -------- |
| 1    | Fernando Gaviria | UAE     | 5h18'15" |
| 2    | Olav Kooij       | Jumbo   | s.t.     |
| 3    | Phil Bauhaus     | Bahrain | s.t.     |

| Pos. | Corridore     | Squadra    | Tempo     |
| ---- | ------------- | ---------- | --------- |
| 1    | João Almeida  | Deceuninck | 15h01'02" |
| 2    | Diego Ulissi  | UAE        | a 4"      |
| 3    | Matej Mohorič | Bahrain    | s.t.      |

### 4ª tappa
- 12 agosto: Tarnów > Bukowina Tatrzańska – 160,5 km

Risultati
| Pos. | Corridore       | Squadra    | Tempo    |
| ---- | --------------- | ---------- | -------- |
| 1    | João Almeida    | Deceuninck | 3h51'32" |
| 2    | Matej Mohorič   | Bahrain    | s.t.     |
| 3    | Andrea Vendrame | AG2R       | s.t.     |

| Pos. | Corridore     | Squadra    | Tempo     |
| ---- | ------------- | ---------- | --------- |
| 1    | João Almeida  | Deceuninck | 18h52'24" |
| 2    | Matej Mohorič | Bahrain    | a 8"      |
| 3    | Diego Ulissi  | UAE        | a 14"     |

### 5ª tappa
- 13 agosto: Chochołów (Czarny Dunajec) > Bielsko-Biała – 173 km

Risultati
| Pos. | Corridore      | Squadra | Tempo    |
| ---- | -------------- | ------- | -------- |
| 1    | Nikias Arndt   | DSM     | 4h02'20" |
| 2    | Matej Mohorič  | Bahrain | s.t.     |
| 3    | Stefano Oldani | Lotto   | s.t.     |

| Pos. | Corridore     | Squadra    | Tempo     |
| ---- | ------------- | ---------- | --------- |
| 1    | João Almeida  | Deceuninck | 22h54'44" |
| 2    | Matej Mohorič | Bahrain    | a 2"      |
| 3    | Diego Ulissi  | UAE        | a 14"     |

### 6ª tappa
- 14 agosto: Katowice > Katowice - Cronometro individuale – 18 km

Risultati
| Pos. | Corridore     | Squadra    | Tempo  |
| ---- | ------------- | ---------- | ------ |
| 1    | Rémi Cavagna  | Deceuninck | 22'11" |
| 2    | João Almeida  | Deceuninck | a 13"  |
| 3    | Maciej Bodnar | Bora       | a 16"  |

| Pos. | Corridore          | Squadra    | Tempo     |
| ---- | ------------------ | ---------- | --------- |
| 1    | João Almeida       | Deceuninck | 23h17'07" |
| 2    | Matej Mohorič      | Bahrain    | a 20"     |
| 3    | Michał Kwiatkowski | Ineos      | a 27"     |

### 7ª tappa
- 15 agosto: Zabrze > Cracovia – 145 km

Risultati
| Pos. | Corridore           | Squadra  | Tempo    |
| ---- | ------------------- | -------- | -------- |
| 1    | Julius van den Berg | EF       | 2h58'46" |
| 2    | Alexis Renard       | Israel   | s.t.     |
| 3    | Matteo Jorgenson    | Movistar | s.t.     |

| Pos. | Corridore          | Squadra    | Tempo     |
| ---- | ------------------ | ---------- | --------- |
| 1    | João Almeida       | Deceuninck | 26h15'56" |
| 2    | Matej Mohorič      | Bahrain    | a 20"     |
| 3    | Michał Kwiatkowski | Ineos      | a 27"     |

## Evoluzione delle classifiche
| Tappa              | Vincitore           | Classifica generale Maglia gialla | Classifica a punti Maglia bianca | Classifica scalatori Maglia blu a pois | Classifica combattività Maglia blu | Classifica a squadre     |
| ------------------ | ------------------- | --------------------------------- | -------------------------------- | -------------------------------------- | ---------------------------------- | ------------------------ |
| 1ª                 | Phil Bauhaus        | Phil Bauhaus                      | Phil Bauhaus                     | Michał Paluta                          | Yevgeniy Fedorov                   | Bahrain Victorious       |
| 2ª                 | João Almeida        | João Almeida                      | Matej Mohorič                    | Michał Paluta                          | Yevgeniy Fedorov                   | Intermarché-Wanty-Gobert |
| 3ª                 | Fernando Gaviria    | João Almeida                      | Michał Kwiatkowski               | Łukasz Owsian                          | Taco van der Hoorn                 | Intermarché-Wanty-Gobert |
| 4ª                 | João Almeida        | João Almeida                      | Michał Kwiatkowski               | Łukasz Owsian                          | Taco van der Hoorn                 | Intermarché-Wanty-Gobert |
| 5ª                 | Nikias Arndt        | João Almeida                      | Matej Mohorič                    | Łukasz Owsian                          | Taco van der Hoorn                 | Intermarché-Wanty-Gobert |
| 6ª                 | Rémi Cavagna        | João Almeida                      | João Almeida                     | Łukasz Owsian                          | Taco van der Hoorn                 | Deceuninck-Quick Step    |
| 7ª                 | Julius van den Berg | João Almeida                      | João Almeida                     | Łukasz Owsian                          | Taco van der Hoorn                 | Deceuninck-Quick Step    |
| Classifiche finali | Classifiche finali  | João Almeida                      | João Almeida                     | Łukasz Owsian                          | Taco van der Hoorn                 | Deceuninck-Quick Step    |

Maglie indossate da altri ciclisti in caso di due o più maglie vinte
- Nella 2ª tappa Álvaro Hodeg ha indossato la maglia bianca al posto di Phil Bauhaus.
- Nella 7ª tappa Michał Kwiatkowski ha indossato la maglia bianca al posto di João Almeida.

## Classifiche finali

### Classifica generale - Maglia gialla
| Pos. | Corridore          | Squadra    | Tempo     |
| ---- | ------------------ | ---------- | --------- |
| 1    | João Almeida       | Deceuninck | 26h15'56" |
| 2    | Matej Mohorič      | Bahrain    | a 20"     |
| 3    | Michał Kwiatkowski | Ineos      | a 27"     |
| 4    | Diego Ulissi       | UAE        | a 37"     |
| 5    | M. Frølich Honoré  | Deceuninck | a 53"     |
| 6    | Tim Wellens        | Lotto      | a 57"     |
| 7    | Jai Hindley        | DSM        | a 1'06"   |
| 8    | Dylan Teuns        | Bahrain    | a 1'25"   |
| 9    | Ben Tulett         | Alpecin    | a 1'28"   |
| 10   | Pascal Eenkhoorn   | Jumbo      | a 1'30"   |

### Classifica a punti - Maglia bianca
| Pos. | Corridore          | Squadra    | Punti |
| ---- | ------------------ | ---------- | ----- |
| 1    | João Almeida       | Deceuninck | 84    |
| 2    | Michał Kwiatkowski | Ineos      | 83    |
| 3    | Matej Mohorič      | Bahrain    | 80    |
| 4    | Diego Ulissi       | UAE        | 69    |
| 5    | Phil Bauhaus       | Bahrain    | 50    |

### Classifica scalatori - Maglia blu a pois
| Pos. | Corridore        | Squadra | Punti |
| ---- | ---------------- | ------- | ----- |
| 1    | Łukasz Owsian    | Polonia | 50    |
| 2    | Emils Liepiņš    | Trek    | 30    |
| 3    | Jonas Rickaert   | Alpecin | 22    |
| 4    | Daniel Arroyave  | EF      | 22    |
| 5    | Yevgeniy Fedorov | Astana  | 9     |

### Classifica combattività - Maglia blu
| Pos. | Corridore          | Squadra     | Punti |
| ---- | ------------------ | ----------- | ----- |
| 1    | Taco van der Hoorn | Intermarché | 14    |
| 2    | Yevgeniy Fedorov   | Astana      | 6     |
| 3    | Edward Theuns      | Trek        | 5     |
| 4    | Daniel Arroyave    | EF          | 4     |
| 5    | Gabriel Cullaigh   | Movistar    | 4     |

### Classifica a squadre
| Pos. | Squadra                  | Tempo     |
| ---- | ------------------------ | --------- |
| 1    | Deceuninck-Quick Step    | 78h51'51" |
| 2    | Alpecin-Fenix            | a 1'52"   |
| 3    | Intermarché-Wanty-Gobert | a 2'20"   |
| 4    | Lotto Soudal             | a 2'21"   |
| 5    | AG2R Citroën Team        | a 3'06"   |